# IC 1501
IC 1501 — галактика типу SBbc (компактна витягнута галактика) у сузір'ї Риби.
Цей об'єкт міститься в оригінальній редакції індексного каталогу.